# パッティ (イタリア)
パッティ（イタリア語: Patti）は、イタリア共和国シチリア州メッシーナ県にある、人口約1万3000人の基礎自治体（コムーネ）。

## 地理

### 位置・広がり
メッシーナ県のコムーネ。県都メッシーナから西へ52kmの距離にある。

#### 隣接コムーネ
隣接するコムーネは以下の通り。
- ジョイオーザ・マレーア
- リブリッツィ
- モンタニャレアーレ
- モンタルバーノ・エリコーナ
- オリヴェーリ
- サン・ピエーロ・パッティ

## 行政

### 分離集落
以下の分離集落（フラツィオーネ）がある。
- Camera, Case Nuove Malluzzo, Case Nuove Russo, Gallo, Madoro, Marinello, Mongiove, Moreri, Provenzani, San Cosimo, Scala, Scarpiglia, Sorrentini, Tindari